# Universidad de Newcastle upon Tyne
La Universidad de Newcastle es una universidad del Reino Unido situada en la localidad de Newcastle upon Tyne al norte de Inglaterra. Fue fundada por acuerdo del Parlamento británico en 1963.
Sus antecedentes se encuentran en el Colegio de Medicina establecido en la ciudad en 1834 , formalmente convertido en College de la Universidad de Durham en 1851. En 1871 se fundó el Colegio de Ciencias Físicas y el Armstrong College (en honor de William George Armstrong). El Armstrong College y el Colegio de Medicina se unieron para formar el King's College de Durham en 1937. El progresivo crecimiento del campus de Newcastle llevó a la creación definitiva como centro independiente en 1963.
En el curso 2005 - 2006 contaba con más de 17.700 estudiantes. Su Facultad de Medicina es una de las más importantes del Reino Unido y fue la primera institución europea y segunda del mundo que obtuvo autorización para trabajar con células madre procedentes de embriones humanos.